# Shigeyoshi Inoue
Shigeyoshi Inoue (井上 成美 Inoue Shigeyoshi?,  9 de diciembre de 1889 – 15 de diciembre de 1975) fue un almirante de la Armada Imperial Japonesa que mandó la 4.ª Flota Japonesa durante la Segunda Guerra Mundial y fue viceministro de Marina al final de la misma. Un notable teórico naval, fue un fuerte impulsor de la aviación naval dentro de la Armada Imperial Japonesa. El general Abe Nabuyuki, (primer ministro) era su cuñado. Tras la rendición de Japón se jubiló, dedicándose a partir de entonces a dar clases de inglés y de música a niños en su propia casa.

## Biografía

### Sus inicios de carrera
Inoue fue nativo de Sendai en la prefectura de Miyagi, en Tōhoku una región de Japón. El egresó de la clase 37.ª de la Academia Naval Imperial Japonesa, siendo el graduado número 2 de la clase de 179 cadetes en 1909. Como guardia marina fue asignado al crucero Soya en 1909, de Dairen a Chemulpo, Chinkai, Sasebo y Tsu. Estuvo en el Soya los años siguientes hacia Manila, Ambon, Townsville, Brisbane, Sídney, Hobart, Melbourne, Fremantle, Batavia, Singapur, Hong Kong, Makung y Keelung. A su regreso, fue asignado al acorazado Mikasa y al crucero Kasuga.

### Experiencia en ultramar: Carrera militar y política
Poco tiempo después fue promovido y abanderado el 15 de diciembre de 1910, siendo reasignado al crucero Kurama y asistió a la ceremonia de coronación del rey George V en Londres en 1911. En 1912, regresó a la escuela a estudiar técnicas de la artillería naval y guerra submarina, siendo promovido a subteniente al final de ese año. En 1913, sirvió en el crucero Takachiho y posteriormente en el acorazado Hiei. Fue promocionado a teniente a fines de 1915 y transferido al acorazado Fusō en donde participó en operaciones en la Primera Guerra Mundial contra la Armada Imperial Alemana. Inoue no participó en combates.
Recibió su primer comando con el buque de expedición Yodo el 1° de diciembre de 1917. A fines de 1918, fue agregado naval a Suiza y fue nombrado agregado naval de la embajada japonesa en Suiza y la Armada le ordenó aprender alemán. Al año siguiente formó parte de la delegación japonesa en la Conferencia de Paz de París (1919) que puso fin a la Primera Guerra Mundial y en 1920 pasó a ocupar el puesto de agregado naval de la embajada japonesa en Francia, lo que le obligó a aprender francés, también por orden de la Armada, por lo que el conocimiento del idioma le fue muy útil. Volvió a Japón en diciembre de 1921 recibiendo la promoción de comandante teniente y se le permitió su regreso a Japón.
Después de servir como oficial ejecutivo en el Suma em 1923, ingresó en el Personal del Colegio Naval, se graduó como el tercero en una clase de 21, y al año siguiente de 22. El 1 de diciembre de 1925, fue promocionado a Comandante. Inoue permaneció posecionado de ese equipo por varios años, incluyendo un agregado naval en la embajada japonesa en Italia de 1927-1929, siendo promocionado a Capitán. Posteriormente se alegró cuando fue nombrado capitán del acorazado Hiei de noviembre de 1933 hasta agosto de 1935.

### Como almirante
El 15 de noviembre de 1933, tomó el comando del Hiei. Por lo tanto sus talentos administrativos no podían ser pasados por alto y regresó a deberes en tierra después de un año y medio. Fue protegido del Almirante Isoroku Yamamoto, y también se opuso fuertemente al Pacto Tripartita con la Italia Fascista y con la Alemania Nazi. Fue un líder de "la camarilla izquierdista" junto con otros militares japoneses, que se oponían al incremento del fascismo y al expansionismo japonés de ultramar. Ocupó el cargo de jefe de Asuntos Militares del Ministerio de Marina y se convirtió en la mano derecha del ministro, el almirante Mitsumasa Yonai —que en enero de 1940 pasó a ser primer ministro—. Formó con éste y con el almirante Yamamoto —viceministro de Marina con Yonai y desde agosto de 1939 jefe de la Flota Combinada. Además Inoue comprendía mejor que nadie los peligros de la ideología nazi porque había leído Mein Kampf (Mi lucha) en alemán y conocía los comentarios despreciativos sobre Japón que aparecían en el libro y que habían sido suprimidos en la traducción al japonés.
A diferencia de Inoue, Yonai y Yamamoto, el Ejército Imperial Japonés y un sector de la Armada —cada vez más numeroso conforme se produjeron los éxitos militares de Hitler— creían que la alianza con las potencias europeas del Eje obligaría a Gran Bretaña a dejar de apoyar a China en la segunda guerra sino-japonesa iniciada en 1937. Una idea que Inoue, Yonai y Yamamoto consideraban absurda. Pero finalmente la facción pro-Eje se impuso y en julio de 1940 Yonai dejó de ser primer ministro, siendo sustituido por el príncipe Fumimaro Konoe. Dos meses después Japón firmaba el Pacto Tripartito.
Promovido a contraalmirante el 15 de noviembre de 1935, fue promovido a vicecomandante de la Tercera Flota Naval Imperial Japonesa, que abarcaba el teatro de operaciones en China en 1939 y fue promovido a vicealmirante ese mismo año. Con Yamamoto fueron fuertes promotores de la aviación naval. Fue galardonado con la Orden del Sol Naciente (primera clase) en 1940.
En 1940, Inoue regresó como comandante de la Oficina de la Armada y Aviación Imperial Japonesa, presentando su tesis para una reestructuración radical de la Armada Imperial Japonesa al ministro naval Koshirō Oikawa a principios de 1941. Criticó muy fuerte el programa de construcción de barcos de la Armada, con énfasis en los acorazados y portaaviones. Ese mismo año recibió el comando de Cuarta Flota Naval Imperial Japonesa, con base fuera de Truk. Fue comandante de las fuerzas navales japonesas durante la Batalla de Guam y la Batalla de la isla de Wake. Posteriormente fue recolocado su cuartel en Rabaul para la Operación Mo en donde intentó ocupar Port Moresby. Pero posterior a la derrota de los japoneses en la Batalla del Mar de Coral en mayo de 1942, fue relevado de su puesto de comando en octubre y regresado a Japón como director de la Academia Naval Imperial Japonesa. Fue viceministro de la Armada en las etapas finales de la Segunda Guerra Mundial, siendo promovido a almirante el 15 de mayo de 1945, retirado oficialmente el 15 de octubre del mismo año.
Después de la guerra, Inoue fue profesor para los niños en inglés y en música en su casa en Yokosuma. El sitio en donde estaba su casa, es ahora un parque público.

### Muerte
Murió el 15 de diciembre de 1975 a los 86 años. Su tumba esta en Tama Reien Cemetery en Fuchū, Tokio, Japón.